# Championnat d'Asie de rink hockey 2004
Navigation
Championnat d'Asie 2001 Championnat d'Asie 2005
Le Championnat d'Asie de rink hockey 2005 est la 9e édition de la compétition organisée par la Confederation of Asia Roller Sports et réunissant les meilleures nations asiatiques. Il s'agit de la quatrième édition concernant la compétition féminine. Cette édition a lieu à Akita, au Japon.
Dans la compétition masculine, l'équipe de Macao remporte son quatrième titre continental, tout comme la sélection japonaise qui ressort vainqueur pour la quatrième fois en autant d'éditions de la version féminine de la compétition.

## Participants

### Sélections masculines
- Australie
- Chine
- Inde
- Japon
- Macao
- Taïpei chinois

### Sélections féminines
- Japon
- Taïpei chinois
- Inde

## Résultats

### Compétition masculine
| Rang | Équipe         | Pts | J | G | N | P | Bp | Bc | Diff |  | Résultats      |  |     |      |      |      |       |
| ---- | -------------- | --- | - | - | - | - | -- | -- | ---- |  | -------------- |  | --- | ---- | ---- | ---- | ----- |
| 1    | Macao          | 10  | 5 | 5 | 0 | 0 | 73 | 9  | +64  |  | Macao          |  | 7-3 | 10-3 | 15-2 | 14-0 | 27-1  |
| 2    | Japon          | 7   | 5 | 3 | 1 | 1 | 23 | 16 | +7   |  | Japon          |  |     | 4-3  | 4-4  | 5-2  | 7-0   |
| 3    | Australie      | 6   | 5 | 3 | 0 | 2 | 34 | 22 | +12  |  | Australie      |  |     |      | 6-3  | 7-3  | 15-2  |
| 4    | Taïpei chinois | 5   | 5 | 2 | 1 | 2 | 23 | 36 | -13  |  | Taïpei chinois |  |     |      |      | 9-5  | 5-6   |
| 6    | Chine          | 2   | 5 | 1 | 0 | 4 | 26 | 46 | -20  |  | Chine          |  |     |      |      |      | 16-11 |
| 5    | Inde           | 2   | 5 | 1 | 0 | 4 | 20 | 70 | -50  |  | Inde           |  |     |      |      |      |       |

### Compétition féminine
| Rang | Équipe         | Pts | J | G | N | P | Bp | Bc | Diff |  | Résultats      |     |     |      |
| ---- | -------------- | --- | - | - | - | - | -- | -- | ---- |  | -------------- | --- | --- | ---- |
| 1    | Japon          |     | 4 | 4 | 0 | 0 | 26 | 1  | +25  |  | Japon          |     | 3-0 | 11-0 |
| 2    | Taïpei chinois |     | 4 | 2 | 0 | 2 | 12 | 10 | +2   |  | Taïpei chinois | 1-4 |     | 7-2  |
| 3    | Inde           |     | 4 | 0 | 0 | 4 | 3  | 30 | -27  |  | Inde           | 0-8 | 1-4 |      |